# Kaleidoscope (álbum de Siouxsie and the Banshees)
Kaleidoscope é o terceiro álbum de estúdio da banda de rock inglesa Siouxsie and the Banshees, lançado em 1980.
Após a saída de vários membros do grupo, Siouxsie & the Banshees se recompôs e redirecionou sua sonoridade para este disco. A banda inicia a sua experiência com a música pop e a música eletrônica. Este álbum também marca a estreia do novo baterista e compositor da banda, Budgie, que permaneceu com o grupo até o seu fim, em 1996. Kaleidoscope foi remasterizado em 2006, recebendo duas músicas extras que não foram lançadas na primeira gravação do álbum.

## Faixas
Todas as músicas foram compostas por Siouxe Severin, exceto onde anotado.
1. "Happy House"
2. "Tenant"
3. "Trophy" - Sioux/Severin/McGeoch
4. "Hybrid"
5. "Clockface"
6. "Lunar Camel"
7. "Christine"
8. "Desert Kisses"
9. "Red Light"
10. "Paradise Place"
11. "Skin"

### Versão remasterizada de 2006
1. "Happy House"
2. "Tenant"
3. "Trophy" - Sioux/Severin/McGeoch
4. "Hybrid"
5. "Clockface"
6. "Lunar Camel"
7. "Christine"
8. "Desert Kisses"
9. "Red Light"
10. "Paradise Place"
11. "Skin"
12. "Christine" (versão demo)
13. "Eve White/Eve Black" (versão demo)
14. "Arabia (Lunar Camel)" (versão demo)
15. "Sitting Room" (canção inédita, não lançada na primeira gravação do álbum)
16. "Paradise Place" (versão demo)
17. "Desert Kisses" (versão demo)
18. "Hybrid" (versão demo)
19. "Happy House" (versão demo)
20. "Israel" (7" A-Side)

## Créditos
- Siouxsie Sioux: vocal, violão, guitarra, droma-derian, finger cymbals, máquina fotográfica (na música "Red Light"), melodica.
- Steven Severin: baixo, guitarra, vocal, rhythm box, piano, sintetizador, cítara.
- Budgie: bateria, gaita, baixo, percussão.
- Steve Jones: guitarra.
- John McGeoch: guitarra, ellaphone, saxofone, órgão Farfisa, sitara, guitarra sintetizada.

## Posição nas paradas musicais
| Parada (1980–1981)                  | Melhor posição |
| ----------------------------------- | -------------- |
| Nova Zelândia (RMNZ)                | 30             |
| Reino Unido (Official Albums Chart) | 5              |